# Međunarodni standardni broj imena
Međunarodni standardni broj imena (ISNI - International Standard Name Identifier) je vrsta međunarodne norme uvedena radi normativnog i univerzalnog bibliografskog nadzora.
Razvijen je pod International Organization for Standardization (ISO) kao Nacrt međunarodnog standarda 27729; valjani standard objavljen je 15. ožujka 2012. godine. ISO-va tehnička komisija 46, podkomisija 9 (TC 46/SC 9) odgovorna je za razvijanje standarda.
Organizacija koja njime upravlja je ISNI-IA. 
Novija je ISO-va standardizacijska norma. Uvedena je 15. ožujka 2012, godine. Namjena je jedinstvena identifikaciju javnih identiteta doprinositelja medijskom sadržaju: fizičkih i pravnih osoba, pseudonima, korporativnih tijela, itd. koji sudjeluju u stvaranju, proizvodnji, upravljanju i raspačavanju kreativnih medijskih sadržaja kao što su knjige, časopisi, umjetnine, televizijski programi i tako dalje. Temeljna područja od zanimanja ovog sustava su glazbenici i znanstvenici. Sustav se proširio i na društva za zaštitu autorskih prava, baze podataka znanstvenika, glazbena i knjižna industrija, komercijalne organizacije, knjižnice i ine kulturne ustanove. ISNI-jev identifikator sam po sebi ne nosi značenje. Čini ga šesnaest znamenaka raspoređenih u četiri skupine od po četiri znamenke međusobno odvojene razmakom. Zadnja znamenka je kontrolni broj. Kontrolni broj je MOD 11-2. Kontrolni broj je zadnji broj u identifikatoru. ISNI sadrži identifikator, dodjeljuje se na određene način, članstvo u ISNI-ju može biti više vrsta i postoji sustav za ISNI. Vrsta članstva koje je naglašena je suradništvo, jer to je najzastupljenija vrsta članstva u svjetskim nacionalnim knjižnicama, koje ga ostvaruju članstvom u Virtualnoj međunarodnoj normativnoj bazi (VIAF). Ova dva sustava su različita ali komplementarna. Surađuju, nadopunjuju se, značajno pridonose i proširuju koncepte univerzalnoga bibliografskoga nadzora i normativnog nadzora, povećavaju mogućnost jedinstvene identifikacije javnih identiteta. Zbog svojih infrastruktura dugoročno pružaju mogućnost suradnje s inim identifikacijskim sustavima. Zbog toga što je jedinstveni identifikator autora sam po sebi ograničene vrijednosti ako je bez povezanosti s biografskim i bibliografskim podatcima, međunarodni sustavu ISNI i VIAF, u svjetlu normativnog nadzora, djeluju u međuovisnosti. ISNI ne bi mogao nastati i održati se bez VIAF-a. Primjenom ISNI-ja raste kakvoća VIAF-u. Dodatna im je vrijednost u povezanosti normativnih i bibliografskih podataka. Među pokušajima koji je prethodio ISNI-ju je ISADN.
Kad se dodijeli ISNI-jev identifikator, javno je dostupan sa svojim osnovnim metapodatcima na mrežnoj stranici http://www.isni.org ili na SRU API-ju (pretraživanje aplikacijskoga programskog sučelja pomoću URL-a). Svaki ISNI koji je dodijeljen dostupan je kao trajni URI oblika, npr., isni-uri.oclc.nl/isni/0000000134596520. Najavljen je i oblik isni.org/isni/0000000134596520 .
ISNI se može rabiti radi razdvajanja imena koja bi inače mogla praviti zabunu, povezuje podatke o imenima koja su prikupljena i rabljena u svim sektorima medijske industrije.

## Vanjske poveznice
- ISNI (eng.)
- ISNI Pretraživanje baze (eng.)